# Brandpilzartige
Die Brandpilzartigen (Ustilaginales) sind die mit Abstand artenreichste Gruppe der Brandpilze (Ustilaginomycotina). Die artenreichsten Gattungen sind Ustilago und Sporisorium. Alle Vertreter sind Parasiten an Blütenpflanzen.

## Merkmale und Ökologie
Die Brandpilzartigen bilden ihre Sporen meist in den Blüten (Fruchtknoten oder Antheren) ihrer Wirte. Fruchtkörper werden nicht gebildet. Sie haben dunkel gefärbte, dickwandige Teliosporen und keimen mit meist vierzelligen Phragmobasidien.
Sie parasitieren an Höheren Pflanzen und wachsen interzellulär.

## Lebenszyklus
Die Basidiosporen sind bipolar determiniert (+ und −). Sie keimen zu einem haploiden, hefeartigen Myzel aus, das ausschließlich saprobiontisch lebt, es kann nicht auf Pflanzen parasitieren. Wenn zwei unterschiedlich determinierte Zellen aufeinandertreffen, kommt es zur Ausbildung eines Kopulationsschlauches. Durch diesen wandert der Inhalt der einen Zelle in die andere hinüber: es kommt zu einer Zellverschmelzung (Plasmogamie), die beiden Kerne bleiben erhalten. Es entsteht eine paarkernige (dikaryotische) Zelle. Aus dieser wächst eine paarkernige Hyphe aus, die nun eine Wirtspflanze befallen kann.
Das paarkernige Myzel breitet sich in der Wirtspflanze interzellulär aus. Es wächst mit dem Apikalmeristem mit und verursacht dabei keine Symptome. In artspezifischen Organen, etwa den Antheren oder im Fruchtknoten wechselt das Myzel zu intrazellulärem Wachstum, zerstört dabei das Wirtsgewebe und bildet dichte Myzellager. In diesen entstehen kugelige Anschwellungen, die dicke braunschwarze Zellwände erhalten und sich vom Myzel lösen: die Brandsporen, so genannt nach dem Kohlenstaub-ähnlichen Aussehen. Die Brandsporen sind jungen Basidien homolog, in ihnen vollzieht sich die Karyogamie. Sie werden als Probasidien bezeichnet. Bei den meisten Arten überwintern die Brandsporen und keimen im Frühjahr aus unter Bildung eines querseptierten Hyphenschlauches. Dabei findet die Meiose statt. Am Ende der Meiose gibt es vier Zellen mit je einem haploiden Zellkern. Dieses als Promyzel bezeichnete Stadium entspricht einer Phragmobasidie. Von dieser werden seitlich Sporen abgeschnürt (Sporidien), dies kann mehrfach hintereinander geschehen. Damit ist der haplo-dikaryotische Zyklus abgeschlossen.

## Bedeutung
Die Brandpilzartigen sind wirtschaftlich bedeutende Schädlinge an Ackerpflanzen, besonders an Getreide. Beispiele sind der Maisbeulenbrand (Ustilago maydis), der Haferflugbrand (Ustilago avenae), Gerstenflugbrand (Ustilago hordei) und Weizenflugbrand (Ustilago tritici).

## Systematik
Die Brandpilzartigen bilden als monophyletische Gruppe eine der beiden Ordnungen der Ustilaginomycetes.
In den letzten Jahren wurde die artenreiche Familie der Brandpilzverwandten (Ustilaginaceae) in mehrere kleinere Familien gegliedert, die Umgruppierung ist noch nicht abgeschlossen. Die Brandpilzartigen werden von Begerow u. a. (2006) wie folgt untergliedert:
- Anthracoideaceae: Wirte sind Cyperaceae und Juncaceae.
  - Anthracoidea
  - Cintractia
  - Dermatosorus
  - Farysia
  - Heterotolyposporium
  - Moreaua
  - Planetella
  - Schizonella
  - Stegocintractia
  - Tolyposporium
  - Trichocintractia
  - Folgende Gattungen werden vorläufig in die Familie Anthracoideaceae gestellt:
  - Cintractiella
  - Farysporium
  - Gymnocintractia
  - Kuntzeomyces
  - Leucocintractia
  - Orphanomyces
  - Pilocintractia
  - Testicularia
  - Ustanciosporium
- Melanotaeniaceae
  - Exoteliospora
  - Melanotaenium
  - Yelsemia
- Brandpilzverwandte (Ustilaginaceae): Wirte sind Poaceae (außer für Melanopsichium)
  - Melanopsichium
  - Moesziomyces
  - Pseudozyma (Anamorphe)
  - Sporisorium
  - Ustilago
  - Folgende Gattungen werden vorläufig in die Familie Ustilaginaceae gestellt:
  - Franzpetrakia
  - Macalpinomyces
  - Tranzscheliella
- Websdaneaceae: Wirte sind Restionaceae
  - Restiosporium
  - Websdanea
- incertae sedis (keiner Familie zugeordnet)
  - Clintamra
  - Eriocaulago
  - Eriomoeszia
  - Eriosporium
  - Geminago
  - Pericladium
  - Uleiella